# JD Jackson
Pour les articles homonymes, voir John Jackson (homonymie) et Jackson.
John-David Jackson, plus communément appelé J.D. Jackson, est un joueur puis entraîneur franco-canadien de basket-ball, né le 27 février 1969 à Burnaby (Canada). Il mesure 1,96 m et jouait au poste d'arrière-ailier.

## Biographie
Après une formation à l'Université de la Colombie-Britannique, dont il est nommé ensuite dans le Hall of Fame et avoir passé quelques années dans l'équipe nationale du Canada (entre 1990 et 1994), il arrive en France et obtient sa naturalisation française.
Il passe par différents clubs français (Poissy-Chatou en Pro B, Prissé en N2, Antibes en Pro A) avant de signer en 1999 au Mans Sarthe Basket avec l'Antibois Franck Mériguet.
JD Jackson, joue 7 saisons au MSB avant de prendre sa retraite sportive sur un titre de champion de France en 2006, auquel il participe. JD est devenu un joueur emblématique du MSB, à la hauteur des Beugnot, Dubuisson et Collet. Son numéro 14 a d'ailleurs été retiré et est accroché au plafond d'Antarès.
À partir de la saison 2008-2009, il est entraîneur du MSB, en remplacement de Vincent Collet, son mentor, parti à l'ASVEL Lyon-Villeurbanne (ASVEL).
En février 2014, le club du Mans annonce que le contrat de Jackson ne sera pas prolongé pour la saison 2014-2015.
Il est nommé le 12 décembre 2014 entraîneur de l'ASVEL Lyon-Villeurbanne succédant à Nordine Ghrib qui a assuré l'intérim après le licenciement de Pierre Vincent,. À la fin de la saison, il est prolongé de deux années à Lyon-Villeurbanne.
Il est renvoyé de l'ASVEL en janvier 2018 après une série de mauvais résultats, et remplacé par TJ Parker.
Jackson est nommé entraîneur du Basket Club Maritime Gravelines Dunkerque Grand Littoral en mai 2021. Il est limogé en novembre 2022.
En décembre 2023, Jackson est recruté comme entraîneur des Sharks d'Antibes en Pro B, la deuxième division française.

## Carrière de joueur

### Clubs
- 1987-1992 :  University of British Columbia
- 1992-1993 :  Halifax Wildjammers (WBL)
- 1994-1995 :  Poissy Chatou (Pro B)
- 1995-1996 : 
  -  Prissé (Nationale 2)
  -  Zalaegerszegi TE (première division)
- 1996-1997 :  Poissy Chatou (Pro B)
- 1997-1999 :  Antibes (Pro A)
- 1999-2006 :  Le Mans (Pro A)

### Sélection nationale
- Championnat du monde masculin de basket-ball
  - Participation au Championnat du monde de basket masculin 1990 en Argentine
  - Participation au Championnat du monde de basket masculin 1994 au Canada

### Palmarès joueur
- Champion de France :  2006
- Semaine des As: 2006
- Coupe de France : 2004

### Distinctions
- Le numéro 14 ne sera plus jamais utilisé dans l'équipe du Mans Sarthe Basket dont il a été le capitaine durant plusieurs saisons et son maillot est actuellement accroché dans la salle d'Antarès.

## Carrière d'entraîneur

### Clubs
- 2006-2008 :  Le Mans Sarthe Basket (Pro A, adjoint)
- 2008-2014 :  Le Mans (Pro A)
- 2014-2018 :  ASVEL Lyon-Villeurbanne (Pro A)
- 2021-2022 :  BCM Basket Club Maritime (Pro A)
- depuis décembre 2023 :  Sharks d'Antibes (Pro B)

### Palmarès entraîneur
- Coupe de France : 2009
- Semaine des As : 2009
- Leaders Cup : 2014
- Champion de France : 2016